# Chiesa di San Giacomo (Lodi)
La chiesa di San Giacomo è una chiesa cattolica, già parrocchiale, sita nel centro storico della città italiana di Lodi.

## Storia
Le origini della chiesa di San Giacomo risalgono all'antica Lodi. Dopo la distruzione della città ad opera dei milanesi e la fondazione della nuova Lodi nel 1158, la chiesa di San Giacomo – al pari di altre chiese – venne ricostruita nella nuova città; il primo documento in cui viene nominata risale al 1173.
Nel 1220 vi giunsero i frati Domenicani, da poco fondati, e secondo la tradizione vi avrebbe predicato San Domenico in persona, di passaggio da Lodi durante un suo viaggio da Milano a Bologna. I Domenicani si trasferirono nel 1261 alla nuova chiesa di San Domenico.
Fino al 1731 era rettoria; in tale anno il vescovo monsignor Mezzabarba la trasformò in prepositura.
La parrocchia, che si estendeva su un vasto territorio oltre l'Adda, venne soppressa nel 1789 e la chiesa di San Giacomo divenne sussidiaria della parrocchia della Maddalena. L'edificio venne ricostruito e ampliato a metà Ottocento.

## Caratteristiche
La chiesa è posta lungo la via omonima, con facciata a sud e abside a nord.
Si presenta oggi nella veste neoclassica assunta a metà Ottocento. La facciata è ornata da un bassorilievo in terracotta, opera di Giuseppe Bianchi; all'interno si conservano affreschi di Osvaldo Bignami e L. Morgari.